# Roger Suárez
Roger Suárez Sandoval (ur. 2 kwietnia 1977 w Santa Cruz) – boliwijski piłkarz.

## Życiorys
Seniorską karierę rozpoczął w Oriente Petrolero. 15 grudnia 1996 roku zadebiutował w reprezentacji w zremisowanym 0:0 meczu z Paragwajem. Z Oriente zdobył mistrzostwo Boliwii w 2001 roku. Od 2004 roku był wielokrotnie wypożyczany do klubów boliwijskich, ekwadorskich i argentyńskich. W 2004 roku jako piłkarz Club Bolívar został mistrzem kraju. W 2009 roku został zawodnikiem Club Blooming, z którym również zdobył mistrzostwo. Karierę zakończył w 2011 roku.
W reprezentacji Boliwii wystąpił 30 razy, strzelił siedem bramek.

## Statystyki ligowe
| Sezon     | Klub                 | Liga               | Mecze | Gole |
| --------- | -------------------- | ------------------ | ----- | ---- |
| 1996      | CD Oriente Petrolero | Liga FP Boliviano  | ?     | ?    |
| 1997      | CD Oriente Petrolero | Liga FP Boliviano  | ?     | ?    |
| 1998      | CD Oriente Petrolero | Liga FP Boliviano  | ?     | 10   |
| 1999      | CD Oriente Petrolero | Liga FP Boliviano  | ?     | ?    |
| 2000      | CD Oriente Petrolero | Liga FP Boliviano  | 38    | 12   |
| 2001      | CD Oriente Petrolero | Liga FP Boliviano  | 31    | 4    |
| 2002      | CD Oriente Petrolero | Liga FP Boliviano  | 34    | 11   |
| 2003      | CD Oriente Petrolero | Liga FP Boliviano  | 31    | 15   |
| 2004      | Club Bolívar         | Liga FP Boliviano  | 31    | 11   |
| 2005      | CD Oriente Petrolero | Liga FP Boliviano  | 19    | 4    |
| 2006 (w)  | Club The Strongest   | Liga FP Boliviano  | 2     | 1    |
| 2006 (w)  | Deportivo Cuenca     | Serie A            | 7     | 1    |
| 2006 (w)  | CD Universitario SFX | Liga FP Boliviano  | 1     | 0    |
| 2006/2007 | CA Aldosivi          | Primera B Nacional | 9     | 0    |
| 2007 (j)  | CD Oriente Petrolero | Liga FP Boliviano  | 9     | 0    |
| 2008      | CD Oriente Petrolero | Liga FP Boliviano  | 4     | 2    |
| 2009      | Club Blooming        | Liga FP Boliviano  | 21    | 1    |
| 2010      | Club Blooming        | Liga FP Boliviano  | 3     | 0    |
| 2011 (w)  | CD San José          | Liga FP Boliviano  | 11    | 1    |